# Fundación La Caja de Canarias
La Fundación La Caja de Canarias es una fundación española con sede en Las Palmas de Gran Canaria. Es la sucesora de la Caja Insular de Ahorros de Canarias, una caja de ahorros cuyo nombre comercial era La Caja de Canarias. La entidad se transformó en una fundación de carácter ordinaria con la misión de dar continuidad a la Obra Social de la antigua caja así como a la actividad del Monte de Piedad.

## Historia
La Caja de Canarias nace como consecuencia de un acuerdo del Cabildo Insular de la isla de Gran Canaria en los primeros meses de 1939. La presencia de una entidad de las características de una caja de ahorros, unida, como marcaba la tradición, a un Monte de Piedad, era una necesidad sentida por toda la sociedad, que arrastraba y era arrastrada por las secuelas de una guerra. La población de la isla, especialmente de su capital, corría peligro de perder los escasos ahorros que poseía y de no poder acometer proyectos empresariales por falta de financiación. Una caja de ahorros era entonces, a juicio no equivocado del Cabildo, una urgente necesidad.
En estos primeros años, hasta la década de los sesenta del siglo XX, el crecimiento de la Caja Insular de Ahorros y Monte de Piedad de Gran Canaria, que así se denominó originalmente, fue constante aunque pausado. Durante estos veinte años, sus recursos ajenos alcanzaron, en 1960, algo más de 155 millones de pesetas y sus préstamos superaban en poco los 120 millones, todo ello gracias a sus 36.000 clientes. Se trata de una primera etapa de afianzamiento, de poder ganarse la confianza de la sociedad canaria.
Es a finales de los años 60 cuando se produce una expansión considerable de la entidad. De las 23 oficinas con que contaba en 1960 se alcanzan las 99 veinte años más tarde. Es una época en la que La Caja apuesta fuerte por una presencia masiva en las islas de la provincia de Las Palmas, de manera que su cercanía a la clientela pudiera alentar cualquier indicio de desarrollo económico y social. Vemos, así, que su cartera de préstamos alcanza, a finales de 1980, más de 22.000 millones de pesetas para sus 250.000 clientes.
Esta presencia de la institución, marcada fundamentalmente por un mercado financiero estrechamente regulado, se hace notar en los sectores básicos de nuestra economía: agricultura, turismo, puerto, construcción y comercio. Los préstamos agrícolas ofrecen condiciones muy atractivas de financiación, mientras que el apoyo a empresas turísticas y las relacionadas con este subsector, se nota de forma palpable. El puerto se ve reforzado con la participación de La Caja en la creación de un importante astillero para reparaciones navales y las familias, por otro lado, vieron facilitado el acceso a sus viviendas gracias, no sólo a los préstamos y a las modalidades de ahorro que hacían más atractiva la compra de los hogares, sino también a las propias promociones impulsadas por la entidad; finalmente, el comercio contó con La Caja como un aliado natural para el desarrollo de su actividad.
Es el momento del cambio de denominación para reflejar su presencia en las islas de la provincia de Las Palmas: Gran Canaria, Lanzarote y Fuerteventura. Caja Insular de Ahorros pasó a ser su nombre oficial, hasta llegar a la actual de Caja Insular de Ahorros de Canarias (comercialmente, La Caja de Canarias), por su actividad en todas las islas del archipiélago, incluido el islote más pequeño de los habitados, La Graciosa.
Desde aquellos años 80 hasta la actualidad, ya en plena liberalización del sistema financiero, La Caja ha experimentado un desarrollo espectacular. Situada a la vanguardia de la tecnología en servicio a sus clientes, no hay un sector implicado en el desarrollo económico y social de la región en el que no esté presente. Pese a la cada vez más agresiva competencia, La Caja de Canarias se consolida como ente imprescindible en el ámbito de las islas, manteniendo un progresivo crecimiento que la sitúa en los primeros puestos del ranking financiero en la región.

### Banco Financiero y de Ahorros (BFA)
El 27 de octubre de 2009 anunció su integración con Caja Inmaculada (Aragón) y con Caja Rioja (La Rioja), ratificada por su asamblea general el 14 de diciembre. Esta integración se frustró en parte y finalmente se integró en el Sistema Institucional de Protección (SIP) Banco Financiero y de Ahorros, liderado por Caja Madrid, junto con Bancaja, Caja de Ávila, Caixa Laietana, Caja Segovia y Caja Rioja.
Esta operación conocida como fusión fría estuvo controlada por Caja Madrid. Poseía 340.000 millones de euros en activos y recibió ayudas del FROB cercanas a los 4500 millones. El Banco Financiero y de Ahorros transfirió a su vez su negocio a la entidad filial Bankia, creando así el tercer grupo financiero mayor de España.
Se constituyó el 3 de diciembre de 2010 y comenzó a operar el 1 de enero de 2011.

### Transformación en fundación
Debido a la intervención del Banco Financiero y de Ahorros por parte del Estado, las siete cajas fundadoras perdieron su participación en él.
El 27 de junio de 2012, se produjo la disolución de la Caja Insular de Ahorros de Canarias, tal que perdió sus derechos de participación en el Banco Financiero y de Ahorros, por lo que el 27 de noviembre de 2012, se produjo el vencimiento del plazo conferido para la transformación voluntaria, sin que constara que dentro de dicho plazo la Caja Insular de Ahorros de Canarias hubiera iniciado el proceso de transformación en Fundación de carácter especial, instando al Gobierno de Canarias la correspondiente autorización previa para su posterior inscripción en el Registro de Fundaciones de Canarias. Por ello, una comisión gestora nombrada por el Gobierno de Canarias se encargó de la conversión de la Obra Social en una fundación de carácter especial.
Finalmente, se transformó en una fundación de carácter ordinaria de la Comunidad Autónoma de Canarias, institución sin ánimo de lucro nacida el 21 de marzo de 2014 e inscrita en el Registro de Fundaciones Canarias con el número 310, con la misión de dar continuidad a la Obra Social realizada por La Caja Insular de Ahorros de Canarias, así como a la actividad del Monte de Piedad.

## Actividad
En 2009 gestionaba más de 15.000 millones de euros. Tenía 189 oficinas (todas ubicadas en las islas Canarias, excepto una en Madrid) y cuenta con 1.050 trabajadores. La Caja concluyó el primer semestre de 2009 con un crecimiento interanual del 10% en sus cifras de negocio y un beneficio neto de 17,9 millones de euros.

## Obra Social y Cultural

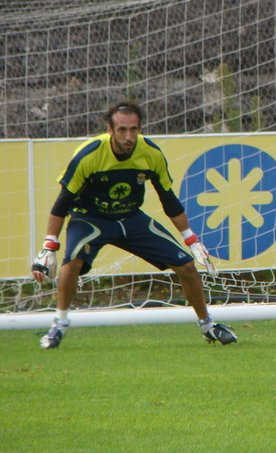
La Caja de Canarias ha patrocinado a la Unión Deportiva Las Palmas.

La Caja de Canarias, en su obra social y cultural, se encontraba representada en los ámbitos de educación, cultura, deportes, investigación, sanidad, asistencia social y medio ambiente.